# Alois Höfler

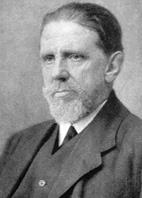
Alois Höfler

Alois Höfler (* 6. April 1853 in Kirchdorf an der Krems, Oberösterreich; † 26. Februar 1922 in Wien) war ein österreichischer Philosoph und Universitätsprofessor für Pädagogik in Prag und Wien.

## Leben
Alois Höfler studierte an der Universität Wien Mathematik und Physik, u. a. bei Ludwig Boltzmann. Nach der Lehramtsprüfung 1876 unterrichtete er am Gymnasium der Theresianischen Akademie. 1879 legte er die ergänzende Lehramtsprüfung für Philosophische Propädeutik ab. Besonders schätzte er Alexius Meinong in Graz, bei dem er eine Dissertation über Einige Gesetze der Unverträglichkeit zwischen Urteilen abfasste.
Neben seiner Schultätigkeit war er Lehrbeauftragter an der Universität Wien. In dieser Zeit arbeitete er eng mit Franz Brentano zusammen. 1895 erfolgte die Habilitation. Schwerpunkte seines Forschens und Lehrens waren Logik und Psychologie sowie Didaktik des physikalischen und mathematischen Unterrichts.
Höfler wurde 1903 Professor für Pädagogik in Prag (als Nachfolger von Otto Willmann) und 1907 in Wien (als Nachfolger von Theodor Vogt). Dabei ging er weiterhin seinen breiten philosophischen und naturwissenschaftlichen Interessen nach; seine Parole lautete: „Ich bleibe Philosoph“. Zur Pädagogik publizierte er lediglich schulpolitische Stellungnahmen, in denen er die von Sozialisten befürwortete Einheitsschule ablehnte und für das Beibehalten des altsprachlichen humanistischen Gymnasiums eintrat. Er polemisierte gegen die Zustände des Wiener Schulwesens. Einer seiner Schüler, Richard Meister, wurde später sein Lehrstuhl-Nachfolger.
Er stand in engem Kontakt mit Marian Smoluchowski, Friedrich Hasenöhrl, Adalbert Meingast, und Walther Schmied-Kowarzik.
1916 wurde er zum korrespondierenden Mitglied der Kaiserlichen Akademie der Wissenschaften in Wien gewählt.
Im Jahr 1940 wurde in Wien-Simmering (11. Bezirk) die Alois-Höfler-Gasse nach ihm benannt.

## Hauptwerke

### Philosophie
- mit Alexius Meinong: Philosophische Propädeutik. Erster Theil: Logik. F. Tempsky / G. Freytag, Wien 1890.
- Psychische Arbeit. In: Zeitschrift für Psychologie und Physiologie der Sinnesorgane. 8, 1895, S. 44–103 und 161–230.
- Die unabhängigen Realitäten. In: Kant-Studien. 12, 1907, S. 361–392.
- Werke Bernard Bolzanos. Felix Meiner, Leipzig 1914.
- mit Hans Hahn: Bernard Bolzano. Paradoxien des Unendlichen.  Felix Meiner, Leipzig 1921.
- Alois Höfler: Die Philosophie des Alois Höfler. In: Raymund Schmidt (Hrsg.): Die Philosophie der Gegenwart in Selbstdarstellungen. Band 2. Felix Meiner, Leipzig 1923, S. 121–164.

### Pädagogik
- Drei Vorträge zur Mittelschulreform. 1908.
- Das Ganze der Schulreform in Österreich. Stichproben und Ausblicke. 1918.